# Chce to hit!
Chce to hit! (2018) je páté album kapely Poletíme?. Obsahuje 16 autorských písniček Rudolfa Brančovského, pouze hudbu k písni Kameny složil pianista kapely Ondřej Hájek a hudbu k písni Moja mama složil s Brančovským houslista Vojtěch Konečný. Frontmanem a zpěvákem je Brančovský, hlavním zpěvákem v písni Tři kámošky psycholožky je Vojtěch Konečný, písničku Nahá paní zpívá trumpetista kapely Jáchym Hájek. Píseň Drápy vyšla v jiné verzi již na dětském albu Bongo BonBoniéra (2010).
Album se nahrávalo ve studiu Davida Kollera v Mikulově.
Prvním singlem alba je titulní a úvodní píseň Chce to hit!, ke které vzniklo lyric video. K písni Pojď se mnou, lásko má vznikl klip v režii Báry Polákové a Jiřího Zemana (2019), 11. února 2020 měl premiéru animovaný klip k písni Kameny, který navazuje na klip k písni Lokomotiva z alba Kroskántry a stejně jako ten jej namaloval frontman kapely Rudolf Brančovský.

## Seznam písniček
1. Chce to hit! – 3:16
2. Pojď se mnou, lásko má – 3:59
3. Pochod žížal – 3:22
4. Kameny – 3:48
5. Tři kámošky psycholožky – 2:47
6. Dajána – 4:01
7. Drápy – 4:07
8. Dřevěný, železný, kamenný – 3:24
9. Upír vegetarián – 2:15
10. Nahá paní – 3:27
11. Moja mama – 2:00
12. Létající koberec – 3:50
13. Čokoládová víla – 3:23
14. Píseň o plynu – 4:04
15. White Trash – 4:14
16. Auto, co veze ovci – 4:20

## Nahráli
- Poletíme?
  - Rudolf Brančovský – zpěv, elektrická kytara, akustická kytara
  - Vojtěch Konečný – housle, zpěv
  - Jáchym Hájek – trubka, zpěv
  - Pavel Křižovenský – saxofon, příčná flétna
  - Ondřej Hájek – piano, akordeon, zpěv
  - Josef Zámečník – banjo, zpěv
  - Vít Kraváček – basová kytara, zpěv
  - Michal Jež – bicí, perkuse, zpěv
- hosté
  - Bohumír Jež – lesní roh (16)
  - Jana Schejbalová – cimbál (11)
  - Klára Hájková – violoncello (4)
  - Veronika Coganová – klarinet (16)